# Campeonato Mundial de Voleibol de Praia de 2017
Campeonato Mundial de Voleibol de Praia de 2017 foi a 11ª edição da competição que reúne as melhores dupla mundiais representantes de países, em ambos os gêneros, realizado entre 28 de julho a 6 de agosto de 2017 na cidade de Viena, com um total de 96 duplas.
No torneio masculino, o atleta austríaco Alexander Horst foi eleito o melhor jogador da competição. Já no torneio feminino, a atleta alemã Laura Ludwig foi eleita a melhor jogadora do torneio.

## Fórmula de disputa
A competição foi disputada por 48 duplas, distribuídas proporcionalmente entre os Grupos A, B, C, D, E, F, G, H, I, K e L. Nestes grupos, as duplas se enfrentaram em sistema de pontos corridos, ou seja, todos contra todos; sendo que o primeiro e o segundo colocado de cada grupo, um total de 24 duplas, avançaram para a rodada das 32 duplas, esta completada pelas quatro duplas com melhor índice na terceira colocação. As quatro últimas vagas foram conhecidas após a disputa das 8 duplas na "repescagem", que reuniu as outras terceiras colocadas; enquanto as quartas colocadas de cada grupo foram eliminadas da competição.
Após a rodada de 32 duplas (fase eliminatória), avançaram para as oitavas de final as 16 melhores equipes que por chaveamento se enfrentaram. Posteriormente, formaram as quartas de final, semifinal e final.

## Local dos jogos
| Local                           |
| ------------------------------- |
| Viena, Áustria                  |
| Arena Montada - Ilha do Danúbio |
| Capacidade: 10 000              |
|                                 |

## Campeões
| Evento            | Ouro                                     | Prata                                       | Bronze                                        |
| Torneio masculino | Brasil Evandro Gonçalves e André Stein   | Áustria Clemens Doppler e Alexander Horst   | Rússia Viacheslav Krasilnikov e Nikita Liamin |
| Torneio feminino  | Alemanha Laura Ludwig e Kira Walkenhorst | Estados Unidos April Ross e Lauren Fendrick | Brasil Larissa França e Talita Antunes        |

## Torneio Masculino

### Fase classificatória
|  | Qualificados para rodada das 32 duplas- (primeiro e segunda colocação)         |
|  | Qualificados para rodada das 32 duplas- (melhores índices da terceira posição) |
|  | Qualificados para repescagem- (menores índices da terceira posição)            |
|  | Eliminados                                                                     |

#### Grupo A
|     |                  |     | Jogos | Jogos | Jogos | Sets | Sets | Sets  | Pontos | Pontos | Pontos |
| Pos | Equipe           | Pts | T     | V     | D     | V    | P    | R     | V      | P      | R      |
| --- | ---------------- | --- | ----- | ----- | ----- | ---- | ---- | ----- | ------ | ------ | ------ |
| 1   | González–Nivaldo | 6   | 3     | 3     | 0     | 6    | 1    | 6.000 | 137    | 108    | 1.269  |
| 2   | Álvaro–Saymon    | 5   | 3     | 2     | 1     | 5    | 2    | 2.500 | 130    | 109    | 1.193  |
| 3   | Kunert–Dressler  | 4   | 3     | 1     | 2     | 2    | 4    | 0.500 | 112    | 116    | 0.966  |
| 4   | Williams–Phillip | 3   | 3     | 0     | 3     | 0    | 6    | 0.000 | 85     | 131    | 0.649  |

| 29 jul | 13:00 | Álvaro–Saymon    | 2-0 | Williams–Phillip | 21-11, 21-11      | Relatório |
| 29 jul | 13:00 | González–Nivaldo | 2-0 | Kunert–Dressler  | 21-18, 21-13      | Relatório |
| 31 jul | 12:00 | Álvaro–Saymon    | 2-0 | Kunert–Dressler  | 21-17, 21-17      | Relatório |
| 31 jul | 13:00 | González–Nivaldo | 2-0 | Williams–Phillip | 21-17, 21-14      | Relatório |
| 2 ago  | 11:30 | Álvaro–Saymon    | 1-2 | González–Nivaldo | 21-17,15-21,10-15 | Relatório |
| 2 ago  | 11:30 | Kunert–Dressler  | 2-0 | Williams–Phillip | 26-24, 21-8       | Relatório |

#### Grupo B
|     |                    |     | Jogos | Jogos | Jogos | Sets | Sets | Sets  | Pontos | Pontos | Pontos |
| Pos | Equipe             | Pts | T     | V     | D     | V    | P    | R     | V      | P      | R      |
| --- | ------------------ | --- | ----- | ----- | ----- | ---- | ---- | ----- | ------ | ------ | ------ |
| 1   | Jefferson–Cherif   | 6   | 3     | 3     | 0     | 6    | 1    | 6.000 | 142    | 122    | 1.164  |
| 2   | Šmēdiņš–Samoilovs  | 5   | 3     | 2     | 1     | 4    | 2    | 2.000 | 120    | 106    | 1.132  |
| 3   | Böckermann–Flüggen | 4   | 3     | 1     | 2     | 2    | 4    | 0.500 | 110    | 115    | 0.957  |
| 4   | Charly–Golindano   | 3   | 3     | 0     | 3     | 1    | 6    | 0.167 | 113    | 142    | 0.796  |

| 28 jul | 14:00 | Jefferson–Cherif   | 2-0 | Böckermann–Flüggen | 21-19, 21-15      | Relatório |
| 28 jul | 15:00 | Šmēdiņš–Samoilovs  | 2-0 | Charly–Golindano   | 21-19, 21-11      | Relatório |
| 30 jul | 11:00 | Šmēdiņš–Samoilovs  | 2-0 | Böckermann–Flüggen | 21-19, 21-15      | Relatório |
| 30 jul | 14:00 | Jefferson–Cherif   | 2-1 | Charly–Golindano   | 21–18,22–24,15–10 | Relatório |
| 1 ago  | 14:30 | Böckermann–Flüggen | 2-0 | Charly–Golindano   | 21-15,21-16       | Relatório |
| 1 ago  | 15:30 | Šmēdiņš–Samoilovs  | 0-2 | Jefferson–Cherif   | 17-21, 19-21      | Relatório |

#### Grupo C
|     |                   |     | Jogos | Jogos | Jogos | Sets | Sets | Sets  | Pontos | Pontos | Pontos |
| Pos | Equipe            | Pts | T     | V     | D     | V    | P    | R     | V      | P      | R      |
| --- | ----------------- | --- | ----- | ----- | ----- | ---- | ---- | ----- | ------ | ------ | ------ |
| 1   | Dalhausser–Lucena | 6   | 3     | 3     | 0     | 6    | 1    | 6.000 | 138    | 120    | 1.150  |
| 2   | Doherty–Hyden     | 5   | 3     | 2     | 1     | 5    | 2    | 2.500 | 137    | 101    | 1.356  |
| 3   | Prudel–Kujawiak   | 4   | 3     | 1     | 2     | 2    | 4    | 0.500 | 102    | 113    | 0.903  |
| 4   | Leonardo–García   | 3   | 3     | 0     | 3     | 0    | 6    | 0.000 | 83     | 126    | 0.659  |

| 29 jul | 10:00 | Dalhausser–Lucena | 2-1 | Doherty–Hyden   | 17-21, 21-18, 16-14 | Relatório |
| 29 jul | 11:00 | Prudel–Kujawiak   | 2-0 | Leonardo–García | 21-12, 21-17        | Relatório |
| 31 jul | 14:00 | Dalhausser–Lucena | 2-0 | Leonardo–García | 21-18, 21-18        | Relatório |
| 31 jul | 15:00 | Doherty–Hyden     | 2-0 | Prudel–Kujawiak | 21–14,21–15         | Relatório |
| 2 ago  | 9:30  | Dalhausser–Lucena | 2-0 | Prudel–Kujawiak | 21-12,21-19         | Relatório |
| 2 ago  | 9:30  | Doherty–Hyden     | 2-0 | Leonardo–García | 21-7, 21-11         | Relatório |

#### Grupo D
|     |                         |     | Jogos | Jogos | Jogos | Sets | Sets | Sets  | Pontos | Pontos | Pontos |
| Pos | Equipe                  | Pts | T     | V     | D     | V    | P    | R     | V      | P      | R      |
| --- | ----------------------- | --- | ----- | ----- | ----- | ---- | ---- | ----- | ------ | ------ | ------ |
| 1   | Evandro–André           | 5   | 3     | 2     | 1     | 5    | 3    | 1.667 | 150    | 138    | 1.087  |
| 2   | Varenhorst–van Garderen | 5   | 3     | 2     | 1     | 5    | 2    | 2.500 | 135    | 125    | 1.080  |
| 3   | Virgen–Ontiveros        | 5   | 3     | 2     | 1     | 4    | 3    | 1.333 | 131    | 135    | 0.970  |
| 4   | Quesada–Piña            | 3   | 3     | 0     | 3     | 0    | 6    | 0.000 | 114    | 132    | 0.864  |

| 28 jul | 12:00 | Evandro–André    | 2-1 | Varenhorst–van Garderen | 20-22, 23-21, 15-7 | Relatório |
| 28 jul | 12:00 | Virgen–Ontiveros | 2-0 | Quesada–Piña            | 26-24, 21-19       | Relatório |
| 30 jul | 17:00 | Evandro–André    | 2-0 | Quesada–Piña            | 21-17, 21-19       | Relatório |
| 30 jul | 19:00 | Virgen–Ontiveros | 0-2 | Varenhorst–van Garderen | 19–21,13–21        | Relatório |
| 1 ago  | 16:30 | Evandro–André    | 1-2 | Virgen–Ontiveros        | 19-21,21-16,10-15  | Relatório |
| 1 ago  | 16:30 | Quesada–Piña     | 0-2 | Varenhorst–van Garderen | 15-21, 20-22       | Relatório |

#### Grupo E
|     |                 |     | Jogos | Jogos | Jogos | Sets | Sets | Sets  | Pontos | Pontos | Pontos |
| Pos | Equipe          | Pts | T     | V     | D     | V    | P    | R     | V      | P      | R      |
| --- | --------------- | --- | ----- | ----- | ----- | ---- | ---- | ----- | ------ | ------ | ------ |
| 1   | Alison–Bruno    | 6   | 3     | 3     | 0     | 6    | 0    | MAX   | 126    | 91     | 1.385  |
| 2   | Grimalt–Grimalt | 5   | 3     | 2     | 1     | 4    | 2    | 2.000 | 111    | 103    | 1.078  |
| 3   | Pļaviņš–Regža   | 4   | 3     | 1     | 2     | 2    | 4    | 0.500 | 113    | 115    | 0.983  |
| 4   | Nguvo–Tovela    | 3   | 3     | 0     | 3     | 0    | 6    | 0.000 | 85     | 126    | 0.675  |

| 29 jul | 12:00 | Grimalt–Grimalt | 2-0 | Pļaviņš–Regža   | 21-14, 21-19 | Relatório |
| 29 jul | 14:00 | Alison–Bruno    | 2-0 | Nguvo–Tovela    | 21-13, 21-13 | Relatório |
| 31 jul | 18:00 | Alison–Bruno    | 2-0 | Pļaviņš–Regža   | 21-19, 21-19 | Relatório |
| 31 jul | 18:00 | Grimalt–Grimalt | 0-2 | Nguvo–Tovela    | 21–15,21–13  | Relatório |
| 2 ago  | 10:30 | Alison–Bruno    | 2-0 | Grimalt–Grimalt | 21-14,21-13  | Relatório |
| 2 ago  | 10:30 | Pļaviņš–Regža   | 0-2 | Nguvo–Tovela    | 21-15, 21-16 | Relatório |

#### Grupo F
|     |                       |     | Jogos | Jogos | Jogos | Sets | Sets | Sets  | Pontos | Pontos | Pontos |
| Pos | Equipe                | Pts | T     | V     | D     | V    | P    | R     | V      | P      | R      |
| --- | --------------------- | --- | ----- | ----- | ----- | ---- | ---- | ----- | ------ | ------ | ------ |
| 1   | Krasilnikov–Liamin    | 6   | 3     | 3     | 0     | 6    | 0    | MAX   | 126    | 91     | 1.385  |
| 2   | Koekelkoren–van Walle | 5   | 3     | 2     | 1     | 4    | 3    | 1.333 | 131    | 125    | 1.048  |
| 3   | Točs–Finsters         | 4   | 3     | 1     | 2     | 3    | 4    | 0.750 | 121    | 132    | 0.917  |
| 4   | Abicha–El Graoui      | 3   | 3     | 0     | 3     | 0    | 6    | 0.000 | 100    | 130    | 0.769  |

| 28 jul | 10:00 | Koekelkoren–van Walle | 2-1 | Točs–Finsters          | 21–14,19–21,15–13 | Relatório |
| 28 jul | 11:00 | Krasilnikov–Liamin    | 2-0 | Abicha–El Graoui       | 21-16, 21-14      | Relatório |
| 30 jul | 10:00 | Krasilnikov–Liamin    | 2-0 | Točs–Finsters          | 21-14, 21-16      | Relatório |
| 30 jul | 18:00 | Koekelkoren–van Walle | 0-2 | Abicha–El Graoui       | 21–13,24–22       | Relatório |
| 1 ago  | 11:30 | Krasilnikov–Liamin    | 2-0 | Koekelkoren–van Walles | 21-16,21-15       | Relatório |
| 1 ago  | 13:30 | Točs–Finsters         | 2-0 | Abicha–El Graoui       | 21-15, 22-20      | Relatório |

#### Grupo G
|     |                  |     | Jogos | Jogos | Jogos | Sets | Sets | Sets  | Pontos | Pontos | Pontos |
| Pos | Equipe           | Pts | T     | V     | D     | V    | P    | R     | V      | P      | R      |
| --- | ---------------- | --- | ----- | ----- | ----- | ---- | ---- | ----- | ------ | ------ | ------ |
| 1   | Łosiak–Kantor    | 6   | 3     | 3     | 0     | 6    | 1    | 6.000 | 144    | 114    | 1.263  |
| 2   | Gibb–Crabb       | 5   | 3     | 2     | 1     | 5    | 2    | 2.500 | 140    | 122    | 1.148  |
| 3   | Capogrosso–Azaad | 4   | 3     | 1     | 2     | 2    | 4    | 0.500 | 107    | 109    | 0.982  |
| 4   | Goyo–Roger       | 3   | 3     | 0     | 3     | 0    | 6    | 0.000 | 80     | 126    | 0.635  |

| 29 jul | 20:00 | Gibb–Crabb       | 2-0 | Capogrosso–Azaad | 21–18,21–17       | Relatório |
| 29 jul | 11:00 | Łosiak–Kantor    | 2-0 | Goyo–Roger       | 21-16, 21-12      | Relatório |
| 31 jul | 10:00 | Gibb–Crabb       | 2-0 | Goyo–Roger       | 21-13, 21-14      | Relatório |
| 31 jul | 18:00 | Łosiak–Kantor    | 2-0 | Capogrosso–Azaad | 21–15,21–15       | Relatório |
| 1 ago  | 11:30 | Łosiak–Kantor    | 2-1 | Gibb–Crabb       | 21-17,21-23,18-16 | Relatório |
| 1 ago  | 13:30 | Capogrosso–Azaad | 2-0 | Goyo–Roger       | 21-10, 21-15      | Relatório |

#### Grupo H
|     |                   |     | Jogos | Jogos | Jogos | Sets | Sets | Sets  | Pontos | Pontos | Pontos |
| Pos | Equipe            | Pts | T     | V     | D     | V    | P    | R     | V      | P      | R      |
| --- | ----------------- | --- | ----- | ----- | ----- | ---- | ---- | ----- | ------ | ------ | ------ |
| 1   | Pedro–Guto        | 6   | 3     | 3     | 0     | 6    | 1    | 6.000 | 136    | 106    | 1.283  |
| 2   | Brunner–Patterson | 5   | 3     | 2     | 1     | 5    | 2    | 2.500 | 129    | 116    | 1.112  |
| 3   | Seidl–Winter      | 4   | 3     | 1     | 2     | 2    | 4    | 0.500 | 109    | 117    | 0.932  |
| 4   | Naidoo–Williams   | 3   | 3     | 0     | 3     | 0    | 6    | 0.000 | 91     | 126    | 0.722  |

| 29 jul | 15:00 | Brunner–Patterson | 2-0 | Seidl–Winter      | 21–17,21–17      | Relatório |
| 29 jul | 16:00 | Pedro–Guto        | 2-0 | Naidoo–Williams   | 21-13, 21-15     | Relatório |
| 31 jul | 19:00 | Pedro–Guto        | 2-0 | Seidl–Winter      | 21-19, 21-14     | Relatório |
| 31 jul | 19:00 | Brunner–Patterson | 2-0 | Naidoo–Williams   | 21–18,21–12      | Relatório |
| 2 ago  | 10:30 | Seidl–Winter      | 2-0 | Naidoo–Williams   | 21-17,21-16      | Relatório |
| 2 ago  | 12:30 | Pedro–Guto        | 2-1 | Brunner–Patterson | 16–21,21–17,15–7 | Relatório |

#### Grupo I
|     |                   |     | Jogos | Jogos | Jogos | Sets | Sets | Sets  | Pontos | Pontos | Pontos |
| Pos | Equipe            | Pts | T     | V     | D     | V    | P    | R     | V      | P      | R      |
| --- | ----------------- | --- | ----- | ----- | ----- | ---- | ---- | ----- | ------ | ------ | ------ |
| 1   | Herrera–Gavira    | 6   | 3     | 3     | 0     | 6    | 0    | MAX   | 129    | 96     | 1.344  |
| 2   | Pedlow–Schachter  | 5   | 3     | 2     | 1     | 4    | 3    | 1.333 | 134    | 113    | 1.186  |
| 3   | Ermacora–Pristauz | 4   | 3     | 1     | 2     | 3    | 4    | 0.750 | 114    | 126    | 0.905  |
| 4   | Candra–Ashfiya    | 3   | 3     | 0     | 3     | 0    | 6    | 0.000 | 84     | 126    | 0.667  |

| 28 jul | 19:00 | Herrera–Gavira   | 2-0 | Ermacora–Pristauz | 21–15,21–14       | Relatório |
| 28 jul | 19:00 | Pedlow–Schachter | 2-0 | Candra–Ashfiya    | 21-13, 21-12      | Relatório |
| 30 jul | 12:00 | Herrera–Gavira   | 2-0 | Candra–Ashfiya    | 21-14, 21-15      | Relatório |
| 30 jul | 12:00 | Pedlow–Schachter | 2-1 | Ermacora–Pristauz | 21–11,18–21,15–11 | Relatório |
| 1 ago  | 12:30 | Herrera–Gavira   | 2-0 | Pedlow–Schachter  | 21-16,24-22       | Relatório |
| 1 ago  | 15:30 | Candra–Ashfiya   | 0-2 | Ermacora–Pristauz | 18–21,12–21       | Relatório |

#### Grupo J
|     |                     |     | Jogos | Jogos | Jogos | Sets | Sets | Sets  | Pontos | Pontos | Pontos |
| Pos | Equipe              | Pts | T     | V     | D     | V    | P    | R     | V      | P      | R      |
| --- | ------------------- | --- | ----- | ----- | ----- | ---- | ---- | ----- | ------ | ------ | ------ |
| 1   | Brouwer–Meeuwsen    | 6   | 3     | 3     | 0     | 6    | 0    | MAX   | 127    | 102    | 1.245  |
| 2   | Fijałek–Bryl        | 5   | 3     | 2     | 1     | 4    | 2    | 2.000 | 122    | 111    | 1.099  |
| 3   | Ranghieri–Carambula | 4   | 3     | 1     | 2     | 2    | 4    | 0.500 | 110    | 117    | 0.940  |
| 4   | Vieyto–Cairús       | 3   | 3     | 0     | 3     | 0    | 6    | 0.000 | 104    | 133    | 0.782  |

| 28 jul | 16:00 | Brouwer–Meeuwsen    | 2-0 | Vieyto–Cairús       | 21–15,22–20  | Relatório |
| 28 jul | 18:00 | Fijałek–Bryl        | 2-0 | Ranghieri–Carambula | 21-18, 21-15 | Relatório |
| 30 jul | 13:00 | Fijałek–Bryl        | 2-0 | Vieyto–Cairús       | 27-25, 21-11 | Relatório |
| 30 jul | 15:00 | Brouwer–Meeuwsen    | 2-0 | Ranghieri–Carambula | 21–16,21–19  | Relatório |
| 1 ago  | 13:30 | Brouwer–Meeuwsen    | 2-0 | Fijałek–Bryl        | 21-14,21-18  | Relatório |
| 1 ago  | 14:30 | Ranghieri–Carambula | 2-0 | Vieyto–Cairús       | 21–25,21–18  | Relatório |

#### Grupo K
|     |                        |     | Jogos | Jogos | Jogos | Sets | Sets | Sets  | Pontos | Pontos | Pontos |
| Pos | Equipe                 | Pts | T     | V     | D     | V    | P    | R     | V      | P      | R      |
| --- | ---------------------- | --- | ----- | ----- | ----- | ---- | ---- | ----- | ------ | ------ | ------ |
| 1   | Nicolai–Lupo           | 6   | 3     | 3     | 0     | 6    | 1    | 6.000 | 140    | 94     | 1.489  |
| 2   | McHugh–Schumann        | 5   | 3     | 2     | 1     | 4    | 2    | 2.000 | 113    | 101    | 1.119  |
| 3   | Stoyanovskiy–Yarzutkin | 4   | 3     | 1     | 2     | 3    | 4    | 0.750 | 134    | 130    | 1.031  |
| 4   | Lombi–Kamara           | 3   | 3     | 0     | 3     | 0    | 6    | 0.000 | 64     | 126    | 0.508  |

| 29 jul | 12:00 | Nicolai–Lupo           | 2-0 | Lombi–Kamara           | 21–7,21–8         | Relatório |
| 29 jul | 15:00 | Stoyanovskiy–Yarzutkin | 0-2 | McHugh–Schumann        | 19-21, 21-23      | Relatório |
| 31 jul | 15:00 | Nicolai–Lupo           | 2-0 | McHugh–Schumann        | 21-15, 21-12      | Relatório |
| 31 jul | 17:00 | Stoyanovskiy–Yarzutkin | 2-0 | Lombi–Kamara           | 21–15,21–15       | Relatório |
| 1 ago  | 15:30 | Nicolai–Lupo           | 2-1 | Stoyanovskiy–Yarzutkin | 21–17,20–22,15–13 | Relatório |
| 1 ago  | 16:30 | McHugh–Schumann        | 2-0 | Lombi–Kamara           | 21–8,21–11        | Relatório |

#### Grupo L
|     |                    |     | Jogos | Jogos | Jogos | Sets | Sets | Sets  | Pontos | Pontos | Pontos |
| Pos | Equipe             | Pts | T     | V     | D     | V    | P    | R     | V      | P      | R      |
| --- | ------------------ | --- | ----- | ----- | ----- | ---- | ---- | ----- | ------ | ------ | ------ |
| 1   | Saxton–Schalk      | 6   | 3     | 3     | 0     | 6    | 2    | 3.000 | 152    | 137    | 1.109  |
| 2   | Doppler–Horst      | 5   | 3     | 2     | 1     | 5    | 2    | 2.500 | 137    | 115    | 1.191  |
| 3   | Vandenburg–Nusbaum | 4   | 3     | 1     | 2     | 2    | 4    | 0.500 | 102    | 122    | 0.836  |
| 4   | Raoufi–Salemi      | 3   | 3     | 0     | 3     | 1    | 6    | 0.167 | 123    | 140    | 0.879  |

| 28 jul | 16:00 | Doppler–Horst | 2-0 | Raoufi–Salemi      | 21–19,21–15       | Relatório |
| 28 jul | 16:00 | Saxton–Schalk | 2-0 | Vandenburg–Nusbaum | 21-14, 21-19      | Relatório |
| 30 jul | 15:00 | Saxton–Schalk | 2-1 | Raoufi–Salemi      | 20–22,21–16,15–13 | Relatório |
| 30 jul | 19:00 | Doppler–Horst | 2-0 | Vandenburg–Nusbaum | 21–12,21–15       | Relatório |
| 1 ago  | 18:45 | Doppler–Horst | 1-2 | Saxton–Schalk      | 19–21,21–18,13–15 | Relatório |
| 1 ago  | 18:45 | Raoufi–Salemi | 2-0 | Vandenburg–Nusbaum | 19–21,19–21       | Relatório |

## Fase eliminatória

### Repescagem
| 2 ago | 17:30 | Kunert–Dressler    | 0-2 | Seidl–Winter        | 23–25,20–22      | Relatório |
| 2 ago | 18:45 | Pļaviņš–Regža      | 2-0 | Vandenburg–Nusbaum  | 21–11,21–18      | Relatório |
| 2 ago | 18:45 | Capogrosso–Azaad   | 0-2 | Prudel–Kujawiak     | 19–21, 17–21     | Relatório |
| 2 ago | 18:45 | Böckermann–Flüggen | 1-2 | Ranghieri–Carambula | 10–21,21–18,8–15 | Relatório |

### Pré-oitavas de final
| 3 ago | 11:30 | Grimalt–Grimalt         | 0-2 | Saxton–Schalk       | 21–23,16–21        | Relatório |
| 3 ago | 12:30 | Alison–Bruno            | 2-0 | Točs–Finsters       | 21–15,21–7         | Relatório |
| 3 ago | 13:30 | Varenhorst–van Garderen | 2-0 | Álvaro–Saymon       | 21–18              | Relatório |
| 3 ago | 13:30 | Pļaviņš–Regža           | 0-2 | Evandro–André       | 13–21,18–21        | Relatório |
| 3 ago | 13:30 | Dalhausser–Lucena       | 2-0 | Ranghieri–Carambula | 21–18,21–17        | Relatório |
| 3 ago | 14:30 | Gibb–Crabb              | 0-2 | McHugh–Schumann     | 19–21,26–28        | Relatório |
| 3 ago | 15:30 | González–Nivaldo        | 2-0 | Seidl–Winter        | 21–16,21–19        | Relatório |
| 3 ago | 15:30 | Doherty–Hyden           | 1-2 | Šmēdiņš–Samoilovs   | 21–23,21–18,12–15  | Relatório |
| 3 ago | 15:30 | Prudel–Kujawiak         | 0-2 | Jefferson–Cherif    | 19–21,23–25        | Relatório |
| 3 ago | 16:30 | Stoyanovskiy–Yarzutkin  | 1-2 | Krasilnikov–Liamin  | 21–16,20–22,10–15  | Relatório |
| 3 ago | 17:30 | Nicolai–Lupo            | 0-2 | Pedlow–Schachter    | 19–21,19–21        | Relatório |
| 3 ago | 17:30 | Łosiak–Kantor           | 2-1 | Virgen–Ontiveros    | 21–12,18–21,15–9   | Relatório |
| 3 ago | 17:30 | Doppler–Horst           | 2-1 | Brunner–Patterson   | 18–21,21–19,15–10  | Relatório |
| 3 ago | 18:45 | Herrera–Gavira          | 2-0 | Fijałek–Bryl        | 21–19,21–19        | Relatório |
| 3 ago | 17:30 | Koekelkoren–van Walle   | 2-1 | Brouwer–Meeuwsen    | 22–20,15–8         | Relatório |
| 3 ago | 18:45 | Ermacora–Pristauz       | 1-2 | Pedro–Guto          | 23–21,16–21, 15–17 | Relatório |

### Oitavas de final
| 4 ago | 11:00 | Alison–Bruno      | 1-2 | Saxton–Schalk           | 19-21,21-19,13-15  | Relatório |
| 4 ago | 11:00 | Šmēdiņš–Samoilovs | 0-2 | Evandro–André           | 22-24,19-21        | Relatório |
| 4 ago | 14:00 | González–Nivaldo  | 1-2 | Varenhorst–van Garderen | 13-21,23-21,13-15  | Relatório |
| 4 ago | 14:00 | Herrera–Gavira    | 2-1 | Pedro–Guto              | 21-19,17-21, 15-13 | Relatório |
| 4 ago | 15:00 | Dalhausser–Lucena | 2-1 | McHugh–Schumann         | 21-14,19-21,16-14  | Relatório |
| 4 ago | 15:00 | Pedlow–Schachter  | 0-2 | Krasilnikov–Liamin      | 14-21,18-21        | Relatório |
| 4 ago | 16:15 | Łosiak–Kantor     | 2-1 | Koekelkoren–van Walle   | 21-19,19-21,15-7   | Relatório |
| 4 ago | 16:15 | Doppler–Horst     | 2-0 | Jefferson–Cherif        | 26-24,24-22        | Relatório |

### Quartas de final
| 5 ago | 12:00 | Saxton–Schalk           | 1-2 | Evandro–André      | 21-17,20-22,10-15 | Relatório |
| 5 ago | 12:59 | Varenhorst–van Garderen | 2-1 | Herrera–Gavira     | 20-22,21-19,16-14 | Relatório |
| 5 ago | 16:00 | Dalhausser–Lucena       | 0-2 | Krasilnikov–Liamin | 15-21,18-21       | Relatório |
| 5 ago | 19:15 | Łosiak–Kantor           | 1-2 | Doppler–Horst      | 33-31,18-21,11-15 | Relatório |

### Semifinal
| 6 ago | 12:00 | Varenhorst–van Garderen | 0-2 | Evandro–André | 15-21,13-21 | Relatório |
| 6 ago | 12:59 | Krasilnikov–Liamin      | 0-2 | Doppler–Horst | 20-22,19-21 | Relatório |

### Terceiro lugar
| 6 ago | 15:45 | Varenhorst–van Garderen | 0-2 | Krasilnikov–Liamin | 17-21,17-21 | Relatório |

### Final
| 6 ago | 17:00 | Evandro–André | 2-0 | Doppler–Horst | 23-21,22-20 | Relatório |

## Classificação final
| Posição           | Equipe                  | Pontuação   | Prêmio      |
| ----------------- | ----------------------- | ----------- | ----------- |
| Medalha de ouro   | Evandro André           | 1600        | $ 60,000.00 |
| Medalha de prata  | Doppler Horst           | 1200        | $ 45,000.00 |
| Medalha de bronze | Krasilnikov Liamin      | 960         | $ 35,000.00 |
| 4                 | Varenhorst van Garderen | 800         | $ 28,000.00 |
| 5                 |                         |             |             |
| Saxton Schalk     | 640                     | $ 18,000.00 |             |
| Herrera Gavira    | 640                     | $ 18,000.00 |             |
| Łosiak Kantor     | 640                     | $ 18,000.00 |             |
| Dalhausser Lucena | 640                     | $ 18,000.00 |             |

## Torneio Feminino

### Fase classificatória
|  | Qualificados para rodada das 32 duplas- (primeiro e segunda colocação)         |
|  | Qualificados para rodada das 32 duplas- (melhores índices da terceira posição) |
|  | Qualificados para repescagem- (menores índices da terceira posição)            |
|  | Eliminados                                                                     |

#### Grupo A
|     |                   |     | Jogos | Jogos | Jogos | Sets | Sets | Sets  | Pontos | Pontos | Pontos |
| Pos | Equipe            | Pts | T     | V     | D     | V    | P    | R     | V      | P      | R      |
| --- | ----------------- | --- | ----- | ----- | ----- | ---- | ---- | ----- | ------ | ------ | ------ |
| 1   | Larissa–Talita    | 6   | 3     | 3     | 0     | 6    | 1    | 6.000 | 139    | 98     | 1.418  |
| 2   | Day–Branagh       | 5   | 3     | 2     | 1     | 4    | 2    | 2.000 | 113    | 112    | 1.009  |
| 3   | Bieneck–Schneider | 4   | 3     | 1     | 2     | 2    | 4    | 0.500 | 116    | 121    | 0.959  |
| 4   | Strauss–Holzer    | 3   | 3     | 0     | 3     | 1    | 6    | 0.167 | 102    | 139    | 0.734  |

| 29 jul | 14:00 | Bieneck–Schneider | 0-2 | Day–Branagh       | 16-21, 24-26     | Relatório |
| 29 jul | 18:59 | Larissa–Talita    | 2-1 | Strauss–Holzer    | 21–11,19–21,15–8 | Relatório |
| 30 jul | 15:59 | Bieneck–Schneider | 2-0 | Strauss–Holzer    | 21–19,21–13      | Relatório |
| 30 jul | 20:00 | Larissa–Talita    | 2-0 | Day–Branagh       | 21–15,21–9       | Relatório |
| 1 ago  | 14:29 | Larissa–Talita    | 2-0 | Bieneck–Schneider | 21–16,21–18      | Relatório |
| 1 ago  | 13:30 | Day–Branagh       | 2-0 | Strauss–Holzer    | 21–19,21–11      | Relatório |

#### Grupo B
|     |                |     | Jogos | Jogos | Jogos | Sets | Sets | Sets  | Pontos | Pontos | Pontos |
| Pos | Equipe         | Pts | T     | V     | D     | V    | P    | R     | V      | P      | R      |
| --- | -------------- | --- | ----- | ----- | ----- | ---- | ---- | ----- | ------ | ------ | ------ |
| 1   | Laboureur–Sude | 6   | 3     | 3     | 0     | 6    | 0    | MAX   | 126    | 91     | 1.385  |
| 2   | Elsa–Amaranta  | 5   | 3     | 2     | 1     | 4    | 2    | 2.000 | 117    | 105    | 1.114  |
| 3   | Lidy–Leila     | 4   | 3     | 1     | 2     | 2    | 4    | 0.500 | 104    | 114    | 0.912  |
| 4   | Andrea–Gorda   | 3   | 3     | 0     | 3     | 0    | 6    | 0.000 | 89     | 126    | 0.706  |

| 29 jul | 15:59 | Laboureur–Sude | 2-0 | Andrea–Gorda  | 21-14, 21-14 | Relatório |
| 29 jul | 15:59 | Elsa–Amaranta  | 2-0 | Lidy–Leila    | 21–15,21–17  | Relatório |
| 30 jul | 14:00 | Laboureur–Sude | 2-0 | Lidy–Leila    | 21–16,21–14  | Relatório |
| 30 jul | 15:00 | Elsa–Amaranta  | 2-0 | Andrea–Gorda  | 21–14,21–17  | Relatório |
| 1 ago  | 11:29 | Laboureur–Sude | 2-0 | Elsa–Amaranta | 21–17,21–16  | Relatório |
| 1 ago  | 11:29 | Lidy–Leila     | 2-0 | Andrea–Gorda  | 21–16,21–14  | Relatório |

#### Grupo C
|     |                      |     | Jogos | Jogos | Jogos | Sets | Sets | Sets  | Pontos | Pontos | Pontos |
| Pos | Equipe               | Pts | T     | V     | D     | V    | P    | R     | V      | P      | R      |
| --- | -------------------- | --- | ----- | ----- | ----- | ---- | ---- | ----- | ------ | ------ | ------ |
| 1   | Meppelink–van Gestel | 5   | 3     | 2     | 1     | 4    | 2    | 2.000 | 120    | 88     | 1.364  |
| 2   | Gordon–Saxton        | 5   | 3     | 2     | 1     | 5    | 2    | 2.500 | 137    | 112    | 1.223  |
| 3   | Ágatha–Duda          | 5   | 3     | 2     | 1     | 4    | 3    | 1.333 | 133    | 110    | 1.209  |
| 4   | Gaudencia–Too        | 3   | 3     | 0     | 3     | 0    | 6    | 0.000 | 46     | 126    | 0.365  |

| 29 jul | 12:00 | Ágatha–Duda          | 0-2 | Gordon–Saxton        | 21–7,21–8         | Relatório |
| 29 jul | 12:59 | Meppelink–van Gestel | 0-2 | Gaudencia–Too        | 19–21,17–21       | Relatório |
| 30 jul | 15:00 | Ágatha–Duda          | 2-1 | Gordon–Saxton        | 27–25,15–21, 15–7 | Relatório |
| 30 jul | 18:59 | Meppelink–van Gestel | 2-0 | Gaudencia–Too        | 21–5,21–7         | Relatório |
| 1 ago  | 12:30 | Ágatha–Duda          | 0-2 | Meppelink–van Gestel | 19–21,15–21       | Relatório |
| 1 ago  | 12:30 | Gordon–Saxton        | 2-0 | Gaudencia–Too        | 21–9,21–10        | Relatório |

#### Grupo D
|     |                    |     | Jogos | Jogos | Jogos | Sets | Sets | Sets  | Pontos | Pontos | Pontos |
| Pos | Equipe             | Pts | T     | V     | D     | V    | P    | R     | V      | P      | R      |
| --- | ------------------ | --- | ----- | ----- | ----- | ---- | ---- | ----- | ------ | ------ | ------ |
| 1   | Ludwig–Walkenhorst | 6   | 3     | 3     | 0     | 6    | 1    | 6.000 | 137    | 107    | 1.280  |
| 2   | Borger–Kozuch      | 5   | 3     | 2     | 1     | 4    | 2    | 2.000 | 121    | 96     | 1.260  |
| 3   | Glenzke–Großner    | 4   | 3     | 1     | 2     | 3    | 4    | 0.750 | 123    | 116    | 1.060  |
| 4   | Mahassine–Zeroual  | 3   | 3     | 0     | 3     | 0    | 6    | 0.000 | 64     | 126    | 0.508  |

| 28 jul | 15:00 | Borger–Kozuch      | 0-2 | Glenzke–Großner   | 21–16,21–17       | Relatório |
| 28 jul | 17:00 | Ludwig–Walkenhorst | 2-0 | Mahassine–Zeroual | 21–10,21–12       | Relatório |
| 29 jul | 15:00 | Ludwig–Walkenhorst | 2-1 | Glenzke–Großner   | 17–21,21–15,15–12 | Relatório |
| 29 jul | 20:00 | Borger–Kozuch      | 2-0 | Mahassine–Zeroual | 21–10,21–11       | Relatório |
| 31 jul | 15:59 | Ludwig–Walkenhorst | 2-0 | Borger–Kozuch     | 21–19,21–18       | Relatório |
| 31 jul | 20:00 | Glenzke–Großner    | 2-0 | Mahassine–Zeroual | 21–12,21–9        | Relatório |

#### Grupo E
|     |                      |     | Jogos | Jogos | Jogos | Sets | Sets | Sets  | Pontos | Pontos | Pontos |
| Pos | Equipe               | Pts | T     | V     | D     | V    | P    | R     | V      | P      | R      |
| --- | -------------------- | --- | ----- | ----- | ----- | ---- | ---- | ----- | ------ | ------ | ------ |
| 1   | Summer–Sweat         | 5   | 3     | 2     | 1     | 5    | 2    | 2.500 | 137    | 119    | 1.151  |
| 2   | Mashkova–Samalikova  | 5   | 3     | 2     | 1     | 4    | 2    | 2.000 | 122    | 109    | 1.119  |
| 3   | Davidova–Shchypkova  | 5   | 3     | 2     | 1     | 4    | 4    | 1.000 | 138    | 132    | 1.045  |
| 4   | Rimser–Plesiutschnig | 3   | 3     | 0     | 3     | 1    | 6    | 0.167 | 99     | 136    | 0.728  |

| 28 jul | 15:00 | Summer–Sweat        | 0-2 | Rimser–Plesiutschnig | 21–15,21–14       | Relatório |
| 28 jul | 15:00 | Davidova–Shchypkova | 0-2 | Mashkova–Samalikova  | 18–21, 16–21      | Relatório |
| 30 jul | 18:00 | Summer–Sweat        | 2-0 | Mashkova–Samalikova  | 21–15,25–23       | Relatório |
| 30 jul | 18:00 | Davidova–Shchypkova | 2-1 | Rimser–Plesiutschnig | 21–13,16–21,15–7  | Relatório |
| 1 ago  | 14:29 | Summer–Sweat        | 1-2 | Davidova–Shchypkova  | 17–21,21–16,11–15 | Relatório |
| 1 ago  | 13:30 | Mashkova–Samalikova | 2-0 | Rimser–Plesiutschnig | 21–15,21–14       | Relatório |

#### Grupo F
|     |                    |     | Jogos | Jogos | Jogos | Sets | Sets | Sets  | Pontos | Pontos | Pontos |
| Pos | Equipe             | Pts | T     | V     | D     | V    | P    | R     | V      | P      | R      |
| --- | ------------------ | --- | ----- | ----- | ----- | ---- | ---- | ----- | ------ | ------ | ------ |
| 1   | Hermannová–Sluková | 6   | 3     | 3     | 0     | 6    | 0    | MAX   | 126    | 72     | 1.750  |
| 2   | Lehtonen–Lahti     | 5   | 3     | 2     | 1     | 4    | 2    | 2.000 | 109    | 88     | 1.239  |
| 3   | Filippo–Erika      | 4   | 3     | 1     | 2     | 2    | 5    | 0.400 | 108    | 135    | 0.800  |
| 4   | Alfaro–Charles     | 3   | 3     | 0     | 3     | 1    | 6    | 0.167 | 94     | 142    | 0.662  |

| 26 jul | 18:00 | Hermannová–Sluková | 2-0 | Alfaro–Charles | 21–9,21–10        | Relatório |
| 29 jul | 18:59 | Lehtonen–Lahti     | 2-0 | Filippo–Erika  | 21–13,21–9        | Relatório |
| 30 jul | 20:00 | Hermannová–Sluková | 2-0 | Filippo–Erika  | 21–11,21–17       | Relatório |
| 30 jul | 21:00 | Lehtonen–Lahti     | 2-0 | Alfaro–Charles | 21–15,21–9        | Relatório |
| 31 jul | 20:00 | Hermannová–Sluková | 2-0 | Lehtonen–Lahti | 21–8,21–17        | Relatório |
| 31 jul | 21:00 | Filippo–Erika      | 2-1 | Alfaro–Charles | 21–17,22–24,15–10 | Relatório |

#### Grupo G
|     |                      |     | Jogos | Jogos | Jogos | Sets | Sets | Sets  | Pontos | Pontos | Pontos |
| Pos | Equipe               | Pts | T     | V     | D     | V    | P    | R     | V      | P      | R      |
| --- | -------------------- | --- | ----- | ----- | ----- | ---- | ---- | ----- | ------ | ------ | ------ |
| 1   | Pavan–Humana-Paredes | 6   | 3     | 3     | 0     | 6    | 0    | MAX   | 128    | 92     | 1.391  |
| 2   | Flier–van Iersel     | 5   | 3     | 2     | 1     | 4    | 4    | 1.000 | 148    | 151    | 0.980  |
| 3   | Yue–Wang F.          | 4   | 3     | 1     | 2     | 3    | 5    | 0.600 | 137    | 135    | 1.015  |
| 4   | Menegatti–Perry      | 3   | 3     | 0     | 3     | 2    | 6    | 0.333 | 120    | 155    | 0.774  |

| 28 jul | 12:00 | Pavan–Humana-Paredes | 2-0 | Flier–van Iersel | 21–13,23–21       | Relatório |
| 28 jul | 12:59 | Yue–Wang F.          | 2-1 | Menegatti–Perry  | 19–21,21–10,15–6  | Relatório |
| 30 jul | 12:00 | Yue–Wang F.          | 1-2 | Flier–van Iersel | 20–22,21–19,12–15 | Relatório |
| 30 jul | 12:59 | Pavan–Humana-Paredes | 2-0 | Menegatti–Perry  | 21–16,21–13       | Relatório |
| 31 jul | 14:00 | Pavan–Humana-Paredes | 2-0 | Yue–Wang F.      | 21–16,21–13       | Relatório |
| 31 jul | 18:00 | Menegatti–Perry      | 1-2 | Flier–van Iersel | 18–21,24–22,12–15 | Relatório |

#### Grupo H
|     |                      |     | Jogos | Jogos | Jogos | Sets | Sets | Sets  | Pontos | Pontos | Pontos |
| Pos | Equipe               | Pts | T     | V     | D     | V    | P    | R     | V      | P      | R      |
| --- | -------------------- | --- | ----- | ----- | ----- | ---- | ---- | ----- | ------ | ------ | ------ |
| 1   | Maia–Lima            | 6   | 3     | 3     | 0     | 6    | 2    | 3.000 | 142    | 120    | 1.183  |
| 2   | Heidrich–Vergé-Dépré | 5   | 3     | 2     | 1     | 5    | 2    | 2.500 | 141    | 110    | 1.282  |
| 3   | Bárbara–Fernanda     | 4   | 3     | 1     | 2     | 3    | 4    | 0.750 | 134    | 102    | 1.314  |
| 4   | Manhica–Muianga      | 3   | 3     | 0     | 3     | 0    | 6    | 0.000 | 41     | 126    | 0.325  |

| 28 jul | 20:00 | Bárbara–Fernanda     | 1-2 | Maia–Lima            | 21–10,16–21       | Relatório |
| 28 jul | 20:00 | Heidrich–Vergé-Dépré | 2-0 | Manhica–Muianga      | 21–10,21–8        | Relatório |
| 29 jul | 17:00 | Bárbara–Fernanda     | 2-0 | Manhica–Muianga      | 21–4,21–6         | Relatório |
| 29 jul | 21:00 | Heidrich–Vergé-Dépré | 1-2 | Maia–Lima            | 24–26,21–11,10–15 | Relatório |
| 31 jul | 17:00 | Maia–Lima            | 2-0 | Manhica–Muianga      | 21–5,21–8         | Relatório |
| 31 jul | 18:59 | Bárbara–Fernanda     | 0-2 | Heidrich–Vergé-Dépré | 21–23,19–21       | Relatório |

#### Grupo I
|     |                          |     | Jogos | Jogos | Jogos | Sets | Sets | Sets  | Pontos | Pontos | Pontos |
| Pos | Equipe                   | Pts | T     | V     | D     | V    | P    | R     | V      | P      | R      |
| --- | ------------------------ | --- | ----- | ----- | ----- | ---- | ---- | ----- | ------ | ------ | ------ |
| 1   | Antonelli–Carol          | 6   | 3     | 3     | 0     | 6    | 1    | 6.000 | 138    | 74     | 1.865  |
| 2   | Hughes–Claes             | 5   | 3     | 2     | 1     | 5    | 2    | 2.500 | 129    | 104    | 1.240  |
| 3   | Pischke–Broder           | 4   | 3     | 1     | 2     | 2    | 4    | 0.500 | 100    | 105    | 0.952  |
| 4   | Nzayisenga–Mutatsimpundu | 3   | 3     | 0     | 3     | 0    | 6    | 0.000 | 42     | 126    | 0.333  |

| 28 jul | 18:59 | Hughes–Claes    | 2-0 | Pischke–Broder           | 21–15,21–14      | Relatório |
| 28 jul | 17:00 | Antonelli–Carol | W-0 | Nzayisenga–Mutatsimpundu | 21–0,21–0        | Relatório |
| 29 jul | 12:00 | Antonelli–Carol | 2-0 | Pischke–Broder           | 21–14,21–15      | Relatório |
| 29 jul | 21:00 | Hughes–Claes    | 2-0 | Nzayisenga–Mutatsimpundu | 21–10,21–11      | Relatório |
| 31 jul | 15:00 | Antonelli–Carol | 2-1 | Hughes–Claes             | 18–21,21–16,15–8 | Relatório |
| 31 jul | 18:00 | Pischke–Broder  | 2-0 | Nzayisenga–Mutatsimpundu | 21–12,21–9       | Relatório |

#### Grupo J
|     |                   |     | Jogos | Jogos | Jogos | Sets | Sets | Sets  | Pontos | Pontos | Pontos |
| Pos | Equipe            | Pts | T     | V     | D     | V    | P    | R     | V      | P      | R      |
| --- | ----------------- | --- | ----- | ----- | ----- | ---- | ---- | ----- | ------ | ------ | ------ |
| 1   | Betschart–Hüberli | 6   | 3     | 3     | 0     | 6    | 1    | 6.000 | 139    | 117    | 1.188  |
| 2   | Wilkerson–Bansley | 5   | 3     | 2     | 1     | 4    | 2    | 2.000 | 120    | 86     | 1.395  |
| 3   | Zonta–Gallay      | 4   | 3     | 1     | 2     | 3    | 4    | 0.750 | 112    | 132    | 0.848  |
| 4   | Gabi–Agudo        | 3   | 3     | 0     | 3     | 0    | 6    | 0.000 | 90     | 126    | 0.714  |

| 28 jul | 18:59 | Wilkerson–Bansley | 2-0 | Zonta–Gallay      | 21–12,21–10       | Relatório |
| 28 jul | 21:00 | Betschart–Hüberli | 2-0 | Gabi–Agudo        | 21–18,21–15       | Relatório |
| 30 jul | 18:00 | Wilkerson–Bansley | 2-0 | Gabi–Agudo        | 21–11,21–11       | Relatório |
| 30 jul | 18:59 | Betschart–Hüberli | 2-1 | Zonta–Gallay      | 21–15,19–21,15–12 | Relatório |
| 31 jul | 12:59 | Betschart–Hüberli | 2-0 | Wilkerson–Bansley | 21–17,21–1        | Relatório |
| 31 jul | 15:59 | Zonta–Gallay      | 2-0 | Gabi–Agudo        | 21–17,21–18       | Relatório |

#### Grupo K
|     |               |     | Jogos | Jogos | Jogos | Sets | Sets | Sets  | Pontos | Pontos | Pontos |
| Pos | Equipe        | Pts | T     | V     | D     | V    | P    | R     | V      | P      | R      |
| --- | ------------- | --- | ----- | ----- | ----- | ---- | ---- | ----- | ------ | ------ | ------ |
| 1   | Ross–Fendrick | 6   | 3     | 3     | 0     | 6    | 1    | 6.000 | 140    | 106    | 1.321  |
| 2   | Bawden–Clancy | 5   | 3     | 2     | 1     | 4    | 4    | 1.000 | 141    | 145    | 0.972  |
| 3   | Xue–Wang X.   | 4   | 3     | 1     | 2     | 4    | 4    | 1.000 | 145    | 140    | 1.036  |
| 4   | Laird–Ngauamo | 3   | 3     | 0     | 3     | 1    | 6    | 0.167 | 105    | 140    | 0.750  |

| 28 jul | 12:00 | Bawden–Clancy | 2-1 | Laird–Ngauamo | 19–21,22–20,15–7  | Relatório |
| 28 jul | 18:59 | Ross–Fendrick | 2-1 | Xue–Wang X.   | 21–17,20–22,15–9  | Relatório |
| 30 jul | 15:59 | Bawden–Clancy | 2-1 | Xue–Wang X.   | 18–21,21–19,17–15 | Relatório |
| 30 jul | 18:59 | Ross–Fendrick | 2-0 | Laird–Ngauamo | 21–11,21–18       | Relatório |
| 31 jul | 12:00 | Bawden–Clancy | 0-2 | Ross–Fendrick | 16–21,13–21       | Relatório |
| 31 jul | 12:59 | Laird–Ngauamo | 0-2 | Xue–Wang X.   | 11–21,17–21       | Relatório |

#### Grupo L
|     |                         |     | Jogos | Jogos | Jogos | Sets | Sets | Sets  | Pontos | Pontos | Pontos |
| Pos | Equipe                  | Pts | T     | V     | D     | V    | P    | R     | V      | P      | R      |
| --- | ----------------------- | --- | ----- | ----- | ----- | ---- | ---- | ----- | ------ | ------ | ------ |
| 1   | Kolocová–Kvapilová      | 6   | 3     | 3     | 0     | 6    | 3    | 2.000 | 184    | 170    | 1.082  |
| 2   | Schwaiger–Schützenhöfer | 5   | 3     | 2     | 1     | 5    | 3    | 1.667 | 159    | 150    | 1.060  |
| 3   | Birlova–Makroguzova     | 4   | 3     | 1     | 2     | 3    | 4    | 0.750 | 144    | 144    | 1.000  |
| 4   | Radarong–Udomchavee     | 3   | 3     | 0     | 3     | 2    | 6    | 0.333 | 133    | 156    | 0.853  |

| 28 jul | 15:59 | Kolocová–Kvapilová      | 2-1 | Birlova–Makroguzova | 27–25\|15–10      | Relatório |
| 28 jul | 17:00 | Schwaiger–Schützenhöfer | 2-1 | Radarong–Udomchavee | 21–16,20–22,17–15 | Relatório |
| 29 jul | 18:00 | Schwaiger–Schützenhöfer | 2-0 | Birlova–Makroguzova | 23–21,21–17       | Relatório |
| 29 jul | 18:59 | Kolocová–Kvapilová      | 2-1 | Radarong–Udomchavee | 21–14,20–22,15–13 | Relatório |
| 31 jul | 12:00 | Birlova–Makroguzova     | 2-0 | Radarong–Udomchavee | 21–15,21–16       | Relatório |
| 31 jul | 18:00 | Schwaiger–Schützenhöfer | 1-2 | Kolocová–Kvapilová  | 29–31,21–13,7–15  | Relatório |

## Fase eliminatória

### Repescagem
| 1 ago | 19:30 | Birlova–Makroguzova | 0-2 | Lidy–Leila        | 14–21,19–21      | Relatório |
| 1 ago | 19:30 | Zonta–Gallay        | 2-1 | Pischke–Broder    | 18–21,21–19,15–7 | Relatório |
| 1 ago | 19:30 | Yue–Wang F.         | 2-1 | Bieneck–Schneider | 21–19,18–21,15–7 | Relatório |
| 1 ago | 20:45 | Glenzke–Großner     | 2-0 | Filippo–Erika     | 21–12,21–18      | Relatório |

### Pré-oitavas de final
| 2 ago | 14:29 | Summer–Sweat            | 2-1 | Xue–Wang X.          | 16–21,21–12,15–10 | Relatório |
| 2 ago | 14:29 | Flier–van Iersel        | 0-2 | Kolocová–Kvapilová   | 12–21,17–21       | Relatório |
| 2 ago | 15:30 | Davidova–Shchypkova     | 1-2 | Maia–Lima            | 21–18,23–25,11–15 | Relatório |
| 2 ago | 15:30 | Hughes–Claes            | 2-0 | Elsa–Amaranta        | 21–16,21–18       | Relatório |
| 2 ago | 15:30 | Antonelli–Carol         | 2-1 | ' Bawden–Clancy      | 20–22,21–18,15–12 | Relatório |
| 2 ago | 16:30 | Yue–Wang F.             | 0-2 | Ludwig–Walkenhorst   | 19–21,14–21       | Relatório |
| 2 ago | 16:30 | Glenzke–Großner         | 0-2 | Laboureur–Sude       | 14–21,12–21       | Relatório |
| 2 ago | 16:30 | Gordon–Saxton           | 0-2 | Lehtonen–Lahti       | 14–21,15–21       | Relatório |
| 2 ago | 17:29 | Meppelink–van Gestel    | 0-2 | Lidy–Leila           | 16–21,19–21       | Relatório |
| 2 ago | 17:29 | Wilkerson–Bansley       | 2-0 | Borger–Kozuch        | 21–16,21–19       | Relatório |
| 2 ago | 17:29 | Pavan–Humana-Paredes    | 2-0 | Bárbara–Fernanda     | 21–16,21–10       | Relatório |
| 2 ago | 18:30 | Larissa–Talita          | 2-0 | Zonta–Gallay         | 21–12,21–14       | Relatório |
| 2 ago | 18:30 | Mashkova–Samalikova     | 0-2 | Heidrich–Vergé-Dépré | 24–26,18–21       | Relatório |
| 2 ago | 18:30 | Schwaiger–Schützenhöfer | 0-2 | Betschart–Hüberli    | 14–21,17–21       | Relatório |
| 2 ago | 19:30 | Ross–Fendrick           | 2-1 | Day–Branagh          | 10–21,21–18,15–11 | Relatório |
| 2 ago | 19:30 | Ágatha–Duda             | 1-2 | Hermannová–Sluková   | 16–21,21–19,14–16 | Relatório |

### Oitavas de final
| 3 ago | 11:30 | Pavan–Humana-Paredes | 2-0 | Betschart–Hüberli    | 21–17,23–21       | Relatório |
| 3 ago | 11:30 | Lehtonen–Lahti       | 0-2 | Laboureur–Sude       | 17–21,19–21       | Relatório |
| 3 ago | 12:30 | Lidy–Leila           | 1-2 | Wilkerson–Bansley    | 19–21,21–16,15–17 | Relatório |
| 3 ago | 12:30 | Ross–Fendrick        | 2-1 | Hermannová–Sluková   | 19–21,23–21,15–9  | Relatório |
| 3 ago | 14:30 | Larissa–Talita       | 2-0 | Heidrich–Vergé-Dépré | 21–19, 21–16      | Relatório |
| 3 ago | 14:30 | Antonelli–Carol      | 2-0 | Maia–Lima            | 21–9,21–19        | Relatório |
| 3 ago | 16:30 | Summer–Sweat         | 2-1 | Kolocová–Kvapilová   | 17–21,22–20,15–12 | Relatório |
| 3 ago | 16:30 | Hughes–Claes         | 0-2 | Ludwig–Walkenhorst   | 16–21,16–21       | Relatório |

### Quartas de final
| 4 ago | 14:00 | Larissa–Talita       | 2-0 | Antonelli–Carol    | 21–17,21–17 | Relatório |
| 4 ago | 14:00 | Summer–Sweat         | 0-2 | Ludwig–Walkenhorst | 15–21,14–21 | Relatório |
| 4 ago | 15:00 | Wilkerson–Bansley    | 0-2 | Ross–Fendrick      | 16–21,10–21 | Relatório |
| 4 ago | 15:00 | Pavan–Humana-Paredes | 2-0 | Laboureur–Sude     | 21–15,21–16 | Relatório |

### Semifinal
| 4 ago | 19:30 | Larissa–Talita | 0-2 | Ludwig–Walkenhorst   | 19–21,16–21       | Relatório |
| 4 ago | 20:45 | Ross–Fendrick  | 2-1 | Pavan–Humana-Paredes | 19–21,21–16,15–11 | Relatório |

### Terceiro lugar
| 5 ago | 15:14 | Larissa–Talita | 2-1 | Pavan–Humana-Paredes | 21-12,16-21,18-16 | Relatório |

### Final
| 5 ago | 16:30 | Ludwig–Walkenhorst | 2-1 | Ross–Fendrick | 19-21,21-13,15-9 | Relatório |

## Classificação final
| Posição           | Equipe               | Pontuação   | Prêmio      |
| ----------------- | -------------------- | ----------- | ----------- |
| Medalha de ouro   | Ludwig Walkenhorst   | 1600        | $ 60,000.00 |
| Medalha de prata  | Ross Fendric         | 1200        | $ 45,000.00 |
| Medalha de bronze | Larissa Talita       | 960         | $ 35,000.00 |
| 4                 | Pavan Humana-Paredes | 800         | $ 28,000.00 |
| 5                 |                      |             |             |
| Antonelli Carol   | 640                  | $ 18,000.00 |             |
| Wilkerson Bansley | 640                  | $ 18,000.00 |             |
| Laboureur Sude    | 640                  | $ 18,000.00 |             |
| Summer Sweat      | 640                  | $ 18,000.00 |             |